# Bessie Head
Bessie Emery Head (Pietermaritzburg, 6 juli 1937 – Serowe, 17 april 1986) was een zwarte Engelstalig schrijfster en journaliste. Hoewel ze geboren is in Zuid-Afrika, verbleef Head langdurig in ballingschap in Botswana, waar ze geldt als de invloedrijkste schrijfster. Bij het grote publiek bleef zij lang in de schaduw van haar blanke collega's zoals Nadine Gordimer en Doris Lessing. Haar leven was getekend door uitsluiting en discriminatie. Hoewel ze er een hekel aan had om beoordeeld te worden naar haar sekse en kleur, waren dit toch de elementen, die haar levensloop bepaalden. Haar oeuvre is klein: drie romans, een verzameling korte verhalen en een studie naar de geschiedenis van een van de volkeren van Botswana, de Bamangwato stam. Door de zeggingskracht van haar werk liet ze een belangrijke erfenis na voor Afrika en de wereld.

## Leven onder apartheid
Bessie Head (geboren als Bessie Amelia Emery) kwam ter wereld in het Fort Napier Hospital, een psychiatrische inrichting. Haar moeder, afkomstig uit een welvarend Schots geslacht, was daar gedwongen opgenomen. Van Bessies vader is niet meer bekend dan dat hij zwart was en als knecht op het landgoed van de familie werkte. Volgens de toen geldende Ontuchtwet was dit huwelijk verboden en daarom werd de moeder van Bessie opgesloten in de inrichting, vanwege schizofrenie. Meteen na de geboorte kwam Bessie, die in eerste instantie als wit werd bestempeld, als pleegkind terecht in een blank gezin. De autoriteiten veranderden van mening en brachten haar daarna onder bij de Heathcotes, een arm gezin van kleur, als baby van gemengd ras. Ze wist niet beter dan dat dit haar echte familie was.
Op dertienjarige leeftijd volgde plaatsing op een missie-internaat in Durban, waar zij middelbareschoolonderwijs kreeg. Toen haar pleegvader overleed, kreeg Bessie van de schoolleiding te horen, dat ze niet meer naar huis mocht en dat de vrouw, van wie ze hield als haar echte moeder, niet haar biologische ouder was. Dit extreme voorbeeld van rassenscheiding, zelfs naar Zuid-Afrikaanse begrippen, vormde de basis voor haar latere roman Maru.
In 1953 behaalde ze haar middelbareschooldiploma en besloot ze door te studeren om lerares te worden. Head hield het maar anderhalf jaar uit in het onderwijs en verhuisde naar Kaapstad en vervolgens naar Johannesburg, vastbesloten om journalist te worden. Ze kreeg een baan bij de Golden City Post en redigeerde de liefdesromans die als bijlage bij de krant verschenen. Om de twee weken schreef ze een populaire column voor kinderen, die haar om advies konden vragen.
Met het verstrijken van de tijd werd Head meer en meer politiek actief. Ze sloot zich aan bij het Pan-Afrikaans Congres in 1960. Met de toenmalige leider Robert Sobukwe kreeg ze een levenslange vriendschap. De politie deed een inval in haar huis en ze werd gearresteerd op grond van verdacht materiaal. In eerste instantie reageerde ze koppig op dit incident en en zei niet te zullen wijken voor terreur. Later besefte ze dat ze niet de juiste persoon was voor een bevrijdingsbeweging of een revolutie.
In diezelfde periode raakte ze in een depressie en deze leidde tot een opname in het ziekenhuis. Daarna pakte ze haar journalistieke werk weer op. In eigen beheer bracht Head een publicatie uit The Citizen, waarin ze het lokale nieuws van Kaapstad en de absurde kanten van de apartheid belichtte.
In 1961 begon Bessie een liefdesrelatie met de journalist Harold Head, met wie ze binnen een paar weken in het huwelijk trad. Een jaar later kregen zij een zoon, Howard. Het huwelijk hield slechts drie jaar stand en dit leidde bij haar tot het idee, dat haar leven een grote mislukking was. In 1964 week Bessie Head met haar kind uit naar Botswana.
Om in haar levensonderhoud te voorzien had de schrijfster een baan als lerares aanvaard op een lagere school in Serowe. De autoriteiten weigerden haar een paspoort te verstrekken en ze had geen andere keus dan een uitreisvisum vanuit Zuid-Afrika te nemen, waardoor ze nooit meer het land in zou mogen en statenloos was.

## Balling in Botswana
Head koos voor ballingschap in Botswana, liever dan zich te onderwerpen aan de censuur en andere apartheidswetten in Zuid-Afrika. Ze woonde nu in een land, waarbij de zwarte mensen volledig vrij waren om over hun eigen lot te beslissen. In haar boek Een kwestie van macht schrijft ze:
"Ik leefde in een staat van voortdurende, nerveuze spanning, omdat ik niet begreep waarom blanke mensen mij zo hartgrondig haatte en verachtte. Er zat geen lange maatschappelijke ontwikkeling achter, geen begrijpelijke verklaring. Alleen een felle, boosaardige houding ten opzichte van een ander mens, met een andere kleur."
Jaren later noemt Head deze uitreis als noodzakelijk om werkelijk te 'aarden' en haar creatieve uitingen vorm te geven. Na een gevaarlijk bestaan zonder wortels had ze vaste bodem nodig om haar hersenschimmen uit te werken.
Toen Head in 1964 in Botswana aankwam heerste er een periode van langdurige droogte, waarbij het vee stierf. In de loop van 1965 nam ze steeds meer tijd om te schrijven, vaak bij kaarslicht. Ze was straatarm en alleen door financiële ondersteuning van anderen kon Head de eindjes aan elkaar knopen.
In 1966 verhuisde zij naar Radisele en ging aan het werk op een proefboerderij. Daar leerde ze het nodige over het leven op een door droogte geteisterd land. Het leverde haar materiaal op voor haar eerste roman When rainclouds gather, Nederlandse titel Als er regen komt.
Zonder baan en geld zag ze geen andere mogelijkheid dan te gaan wonen in een groot vluchtelingenkamp bij Francistown, de op één na grootste stad van Botswana. Van daaruit deed Head verschillende pogingen om een visum te krijgen voor een land, dat bereid was om haar en haar kind op te nemen.
Howard, de zoon van Bessie, werd op school in Francistown door de kinderen gepest omdat hij geen echte Motswana was, maar een kleurling. Daarbij deed het gerucht de ronde dat Head een geheime geliefde had, die haar geld gaf. De stress leidde tot een zenuweninzinking en kortstondig verblijf in een ziekenhuis. Pas daarna accepteerde de mensen haar, omdat zij psychische problemen had en niet zozeer een losbandig leven leidde.

## Doorbraak
Het keerpunt in haar leven kwam, toen ze hoorde dat haar verhaal A woman from Ameria gepubliceerd was in het Engelse tijdschrift de New Statesman. De uitgeverij Simon and Schuster in New York had het verhaal eveneens ontdekt en nodigde Head uit om een roman te schrijven. Binnen een jaar slaagde ze er in om When rain clouds gather te voltooien. Het kwam in 1969 uit en was een bestseller in de Verenigde Staten.
De gemeenschap stond haar toe om in Serowe een klein, traditioneel gebouwd huisje te huren en daar voltooide ze haar in 1971 tweede boek Maru. Het hoofdthema is racisme, niet van de witte tegen de gekleurde mens. Maar zwart tegen zwart, zoals de bosjesmannen in Botswana ook discriminatie ondervinden.
In haar meeste werk geeft Head een beeld van vrouwen in de traditionele Afrikaanse maatschappij, waarbij ze ingewikkelde problemen als rituele moord en hekserij niet uit de weg gaat. De botsing tussen het christendom en de cultuur van het Setswana, het Bantoegebied, waartoe Botswana behoort.
In haar non-fictieboek Serowe, dorp van regen en wind beschrijft ze door interviews en onderzoek de ongeschreven geschiedenis van het BamanGwato-volk.
De roman A question of power kwam in 1973 uit. In Een kwestie van macht probeerde zij het begrip het kwaad te definiëren, waarin ze zoekt naar het evenwicht met het goede. De schrijfster schetst de negatieve krachten zo waarheidsgetrouw als mogelijk. Daarvoor ging zij bij zichzelf te rade gaan en schreef zo eerlijk mogelijk over haar demonen. Een deel van haar lezers kon hier geen weg mee en keerde zich af van het boek.
Head vertrok in 1977 naar de Verenigde Staten om daar het befaamde International Writing Program van de Universiteit van Iowa te volgen. Vele schrijvers die problemen hadden met het restrictieve regime in hun geboorteland zijn hier tot wasdom gekomen.
Botswana verleende Bessie Head in 1979 het staatsburgerschap; haar literaire succes en vele buitenlandse reizen maakte haar tot een soort van ambassadeur voor het land.
Haar laatste boek A bewitched crossroad: An African Saga kwam in 1984 uit. Head bleef, met haar zoon, in Serowe wonen totdat ze in 1986 aan hepatitis overleed.Postuum kreeg Head in 2003 de South African Order of Ikhamanga in Gold, voor haar buitengewone bijdrage aan de literatuur en haar strijd voor maatschappelijke verandering, vrijheid en vrede.
Het succes van haar boeken leverde haar vele nieuwe relaties op. Ze correspondeerde regelmatig met de Engelse schrijfster Paddy Kitchen. In een brief aan Kitchen legt ze uit hoe vastberaden ze was om de vele uitdagingen van het leven het hoofd te bieden:
"Ik was gewend om alles uit de kast te halen om door te gaan. Ik heb nooit anders dan armoede gekend. In omstandigheden, waarin alles verloren lijkt, zorg ik dat mijn kansen keren. Dan ben ik op mijn best."